# Christian Juberthie
Christian Juberthie (n. 12 martie 1931 – d. 7 noiembrie 2019) a fost un biospeolog francez, membru de onoare străin al Academiei Române - Secția de Științe Biologice (din 1993), autor a numeroase studii privind ecologia mediului subteran terestru și acvatic, protecția și conservarea mediului subteran.

## Biografie
A obținut doctoratul în științe naturale în iulie 1954, la Universitatea din Toulouse, cu o teză intitulată „Recherches sur la Biolgie des Opilions” (Cercetări privind biologia ordinului Opiliones).
Angajat la Centrul Național Francez de Cercetări Științifice (CNRS) întâi ca director al cercetării științifice, apoi ca director al laboratorului subteran al CNRS (1983-1995), apoi ca membru al Comitetului Național al CNRS, secretar al comisiilor de „Biologie animală” și „Biologia populațiilor și ecosistemelor”.
În cadrul Ministerului Ecologiei și Dezvoltării Durabile din Franța, în perioada 1990-2004 fost vicepreședinte al Comitetului permanent al Comitetului național de Protecție a Naturii (CNPN), apoi, în perioada 2005-2008, a fost președintele comisiei „Arii protejate” a CNPN.
A fost cofondator al „Societății Franceze de Arahnologie” și președinte al „Societății de Arahnologie”, în 1988, (devenită în 1988, la Berlin, Societatea Europeană de Arahnologie).
Fondator și redactor al publicației „Mémoires de Biospéologie” (din care între 1975 și 2002 au apărut 28 de volume), publicație transformată în „Subterranean Biology”.
A organizat primul Congres de Biospeologie la Moulis, în 1979.
Coautor cu Vasile Decu, din București, al lucrării „Encyclopaedia Biospeologica”, ce cuprinde un bilanț al faunei subterane mondiale, din care au apărut trei volume: Tomul I, 1994, 824 pp; Tomul II, 1998, 540 pp; Tomul III, 2001, 920 pp. Tomul I, completat, a fost reeditat cu titlul „Subterranean Fauna of Europe” 600pp, 2013/2014.